# イソフラバン
イソフラバン(英: Isoflavan)はフラボノイドの1種。3-フェニルクロマン(3-phenylchromane)のこと。イソフラバンはフラバンの位置異性体。フラバンでは2位にフェニル基が結合するのに対し、イソフラバンでは3位にフェニル基が結合する。(これはフラボンでは2位にフェニル基が結合するのに対し、イソフラボンでは3位にフェニル基が結合するのと同じ関係)

フラバンとイソフラバン
フラバン
イソフラバン

## 異性体
3位に不斉中心があり、2つの異性体 (R)-イソフラバンと(S)-イソフラバンが存在する。